# Карло Россі
Карл Россі, Карло ді Джованні Россі, також російське адаптоване Карл Іванович Россі (італ. Carlo di Giovanni Rossi; 18 грудня 1775, Неаполь, Неаполітанське королівство — 6 квітня 1849, Санкт-Петербург, Російська імперія) — російський архітектор італійського походження, автор багатьох будівель й архітектурних ансамблів в Санкт-Петербурзі та його околицях.

## Біографія
Карло ді Джованні Россі народився 18 (29) грудня 1775 року у Неаполі. З 1787 року разом з матір'ю, балериною Гертрудою Россі, та вітчимом, видатним балетним танцюристом Шарлем Ле Піком, жив в Росії, в Санкт-Петербурзі, куди був запрошений його відомий вітчим.
У 1788 році Карло Россі вступив у відому німецьку школу St.Petri-Schule, де навчався у архітектора Вінченцо Брена. У 1795 році він поступає на службу в Адміралтейську колегію архітектури креслярем. З 1796 був помічником Бренна на будівництві Михайлівського замку. У 1801 році стає архітектурним помічником 10 класу. У 1802 Россі отримує закордонне відрядження для завершення освіти та їде на 2 роки до Італії.
У 1806 році Россі стає архітектором Кабінету будівель й гідравлічних робіт. Проте спочатку він отримав роботу художника по порцеляні, й 2 роки працював на імператорському порцеляновому й скляному заводі. В серпні 1808 Карл Россі відряджається в Москву, в Експедицію кремлівської будови. З московських творів архітектора (неоготична Катерининська церква Вознесенського монастиря у Кремлі, Арбатський дерев'яний театр на Арбатській площі) практично нічого не збереглося. У 1809 році Карл Россі займається перебудовою Подорожнього палацу Великої княгині Катерини Павлівни у Твері.
У 1815 році Карл Россі повертається до Санкт-Петербургу. У 1816 році він призначений членом Комітету будівель і гідравлічних робіт. До ранніх робіт Россі в Петербурзі і його околицях відносяться реконструкція Аничкового палацу (1816), ряд павільйонів й бібліотека в Павлівському палаці (1815—1822, у 1822—1824 роках архітектор надбудував над Галереєю Гонзаго бібліотеку), Єлагін палац з оранжереєю й павільйонами (1816—1818). Під керівництвом Карла Россі здійснені перебудови всередині Зимового палацу: покої для нареченої Миколи Павловича, яка прибула до Петербурга принцеси Шарлотти (1817 рік), реконструкція квартир у південно-східному ризаліті для перебування прусського короля Фрідріха Вільгельма III (1818 рік), створена у 1826 році Військова галерея.
Головною сферою діяльності Карла Россі стало створення міських архітектурних ансамблів. Багато в чому завдяки йому Петербург отримав нове обличчя, перетворившись на центр гігантської імперії, що перемогла Наполеона. Його проекти мали гармонійне поєднання архітектурних форм з алегоричною скульптурою, новаторські конструктивні прийоми (наприклад, металеві перекриття).
Видатна архітектурна та містобудівна майстерність Россі втілено в ансамблях Михайлівського палацу з прилеглими до нього садом та майданом (1819—1825), Палацової площі з грандіозною дугоподібною будівлею Головного Штабу з тріумфальною аркою (1819—1829), Сенатської площі з будівлями Сенату і Синоду (1829—1834), Олександрінської площі з будівлями Олександрінського театру (1827—1832), нового корпусу Імператорської публічної бібліотеки й двома однорідними протяжними корпусами Театральної вулиці (тепер вулиця Зодчого Россі).
Увійшовши в конфлікт з оточенням Миколи I, Россі в 1832 пішов у відставку, звільнившись від усіх занять по будівлям". Однією з останніх будівель Россі була дзвіниця Юр'єва монастиря біля Великого Новгорода.
Карл Россі помер 6 (18) квітня 1849 року у Санкт-Петербурзі від холери. Був похований на Волковому лютеранському кладовищі. Перепохований у 1940 році на Лазаревському цвинтарі Олександро-Невської лаври.

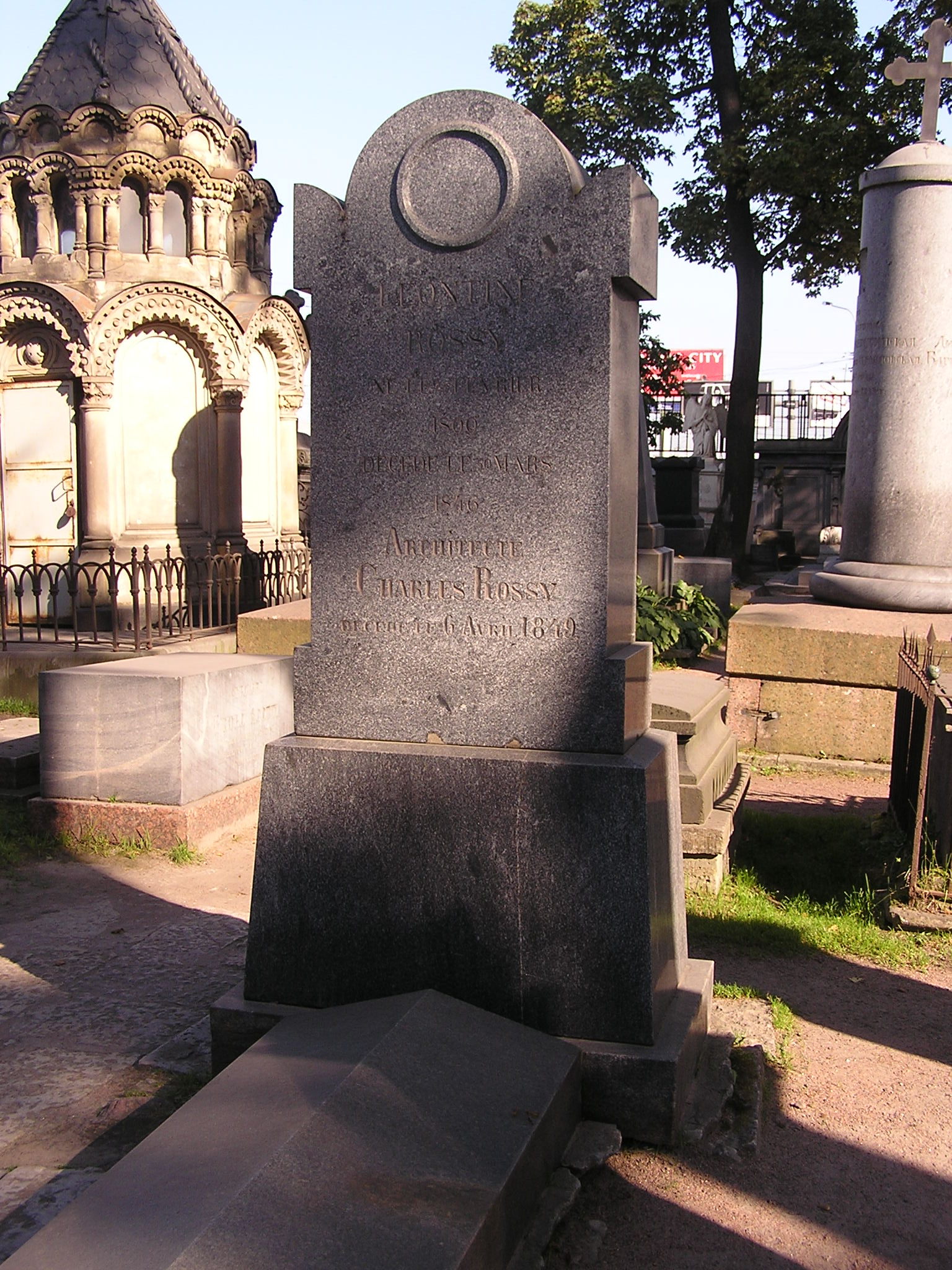
Надгробок Карла Россі

## Адреси мешкання у Санкт-Петербурзі

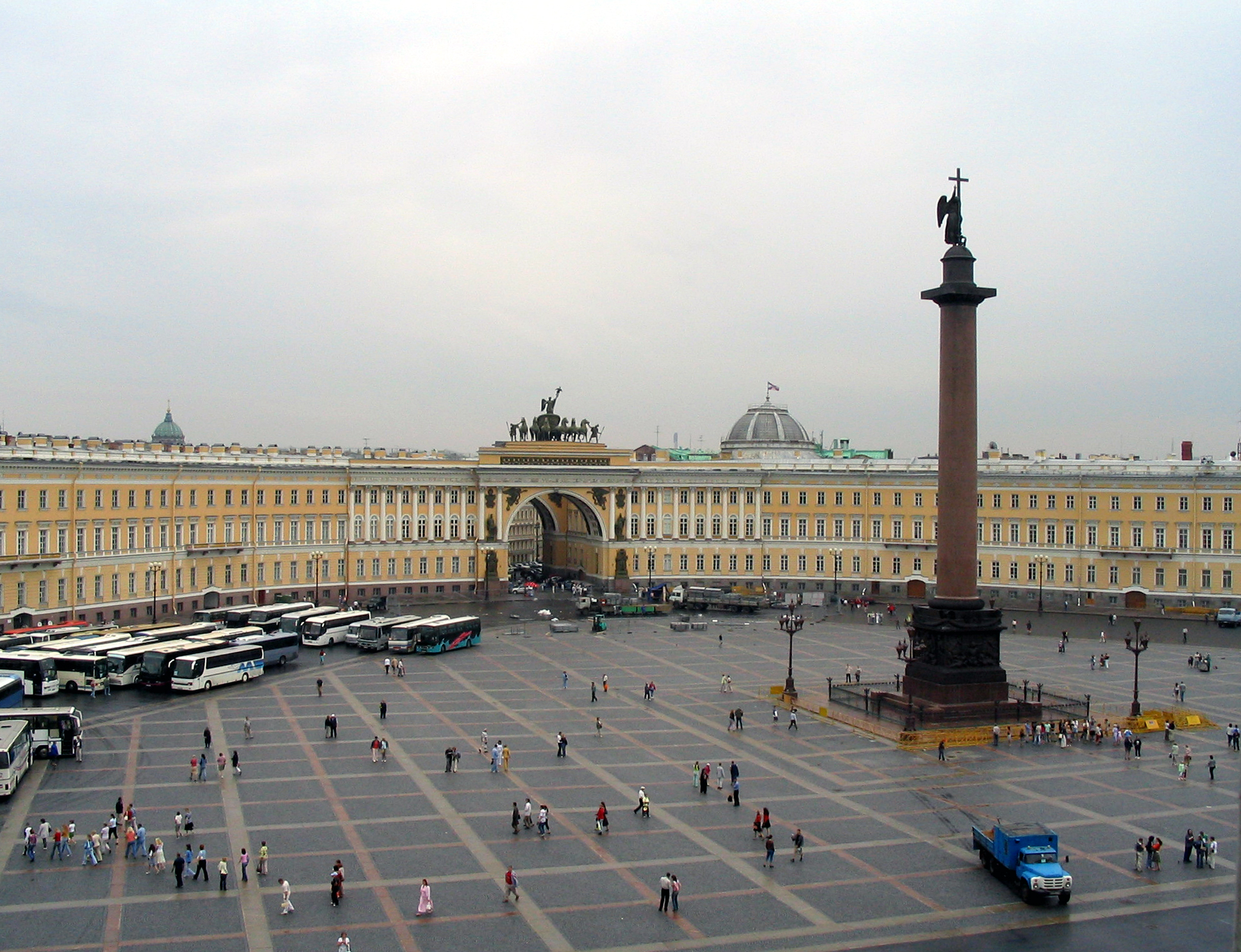
Будівля Головного штабу на Палацовій площі

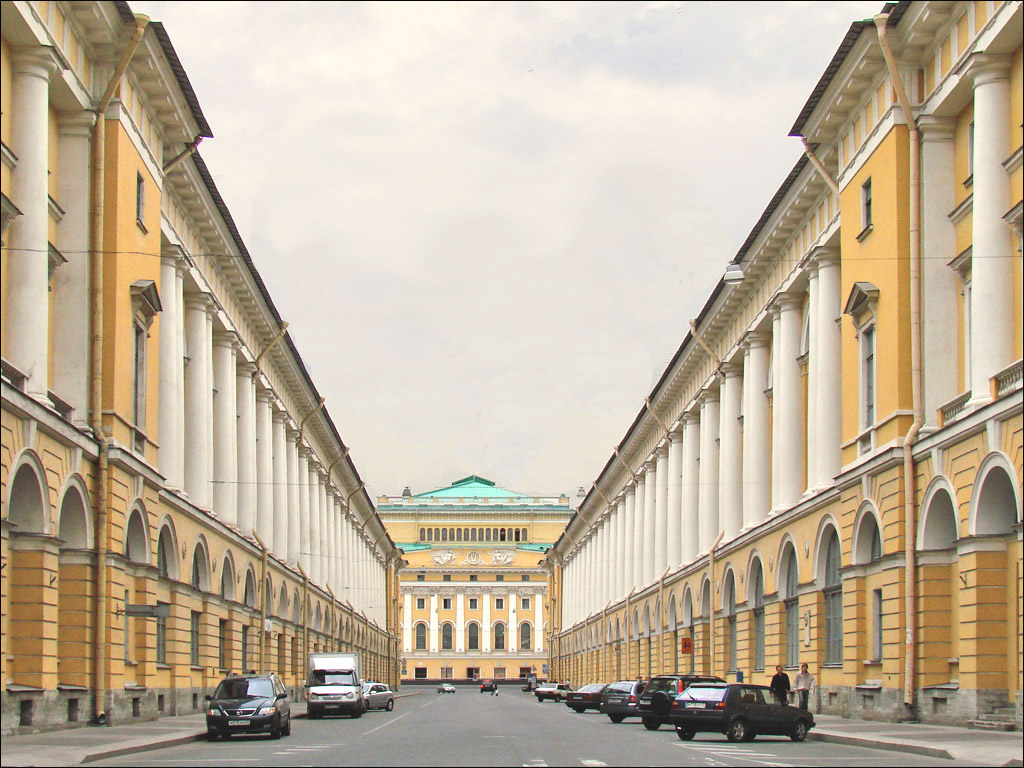
Вулиця Зодчого Россі

- 1838 рік — Італійська вулиця, 11;
- 01.01 — 06.04.1849 року — прибутковий будинок Ключьова — набережна річки Фонтанки, 185.

## Споруди
- Дерев'яний театр (1806, Москва, Арбатська площа), згорів у 1812 році[5]
- Катерининська церква в Кремлі (1808)
- Перебудова Подорожнього палацу Катерини II в Твері (1809)
- Реконструкція Аничкова палацу (1816)
- Ряд павільйонів і бібліотека над Галереєю Гонзаго в Павлівському палаці (1815—1822)
- Єлагін палац з оранжереєю і павільйонами (1816—1818)
- Ансамбль Михайлівського палацу з прилеглими до нього садом і площею (1819—1825)
- Ансамбль Палацової площі з будівлею Головного Штабу і тріумфальною аркою (1819—1829)
- Ансамбль Сенатської площі з будівлями Сенату і Синоду (1829—1834)
- Ансамбль Олександрінської площі з будівлями Олександрінського театру, нового корпусу Імператорської публічної бібліотеки і двома однорідними протяжними корпусами Театральній вулиці (тепер вулиця Зодчого Россі) (1827—1832)
- Дзвіниця Юр'єва монастиря (1841)

### Ймовірне авторство
- Собор Різдва Христового у Христоріздвяному монастирі в Твері (1814—1820)
- Собор Преображення Господнього в Торжку (1814—1822)

### За проектами Карла Россі
- 1913 (за проектом 1816 року) — павільйон Россі у Павловську (пам'ятник імператриці Марії Федорівни), архітектор Карл Шмідт, скульптор Володимир Беклемішев.

## Фільмографія
Творчості архітектора присвячені фільми «Россі» й «Павловський палац» документального циклу «Красуйся, град Петров!» (2011—2013).